# Henri Barckhausen
Henri-Auguste Barckhausen, né à Bordeaux  le 21 mai 1834 et mort le 9 octobre 1914 dans la même ville, est un avocat, professeur de droit et éditeur français.

## Biographie
Il commence ses études au Lycée de Bordeaux et les termine à Paris où il est reçu licencié ès lettres en 1858 et docteur en droit en 1860. Il ne pratiquera que très peu l'avocature à la barre de Paris et Bordeaux (1859-1861), pour se concentrer plutôt aux travaux de droit administratif et d'histoire locale .
En 1871, il est nommé 
préfet de la Gironde et démissionne seulement deux mois plus tard. Membre du conseil municipal de 1871 à 1887 et  adjoint à la mairie de Bordeaux, délégué à l'instruction publique, il concouru à l'amélioration des écoles primaires, à l'organisation du Lycée de jeunes filles et au développement des beaux-arts. Il sera aussi administrateur du Dépôt de Mendicité, du Bureau de Bienfaisance et des Hospices et Hôpitaux civils.
En 1872, il épouse Mlle Jeanne Hoüel, fille aînée du mathématicien Jules Hoüel . Elle sera assassinée en s'interposant dans une rixe en 1887. Elle avait 34 ans,.  Profondément affecté par ce drame, il abandonne aussitôt toutes ses charges d'administrateur pour se consacrer plus exclusivement à l'éducation de ses trois enfants, et à ses passions de jeunesse : la littérature et l'histoire.
En 1873, il participe à la création de la Société Archéologique de Bordeaux et en devient membre.

## Distinctions
- Officier d'académie en 1877.
- Officier de l'Instruction publique en 1882[8].
- Officier de la Légion d'honneur en 1895[9].

## Membre de Sociétés
- Société des Archives historiques de la Gironde.
- Commission de publication des Archives municipales de Bordeaux.
- Société des Bibliophiles de Guyenne.
- Société archéologique de Bordeaux.

## Publications principales

### Ecrits
- Montesquieu et sa théorie des gouvernements, Bordeaux, impr. de G. Gounouilhou, (1850). in-8o, 7 p.
- De l'État de prévention en droit français ancien et moderne, discours de rentrée prononcé à l'ouverture des conférences de l'ordre des avocats de Bordeaux, le 9 janvier 1864, Bordeaux : impr. de G. Gounouilhou, 1864.
- Notice sur les registres des grands jours de Bordeaux de 1456 et 1459, Extrait du tome IX des "Archives historiques du département de la Gironde, Bordeaux : Imp. de Gournouilhou, 1869
- Statuts  et règlements de l'ancienne Université de Bordeaux (1441-1793), Libourne, impr. de G. Bouchon, 1886.
- Introduction à l'étude du droit public général français, par H. Barckhausen, Paris : F. Pichon, 1894 * Essai sur le régime législatif de Bordeaux au moyen âge, impr de G. Gounouilhou (1890).
- Le Désordre de l'Esprit des Lois, Bordeaux, impr. de G. Gounouilhou, 1898. in-8o, 12 p. Extrait de la Revue du droit public.
- Idée de l'Etat,  Paris, L. Larose et Forcel, 1892. in-8o, 19 p. Extrait de laRevue d'économie politique.
- Montesquieu et les Considérations sur la grandeur des Romains, Paris, A. Chevalier Maresq, 1900. in-8o, 20 p., Extrait de la "Revue du droit public et de la science politique en France et à l'étranger", no 4, juillet-août 1900.

### En tant qu'éditeur
- Livre des Bouillons, Archives municipales de Bordeaux, Bordeaux, impr. G. Gounouilhou, 1867
- Registres de la Jurade de1414 à 1416 et de 1420 à 1422, Archives municipales de Bordeau, Bordeaux : impr. de G. Gounouilhou, 1873-1883.
- Livre des privilèges, Archives municipales de Bordeaux ; publié par Henri Barckhausen, Bordeaux : impr. de G. Gounouilhou, 1878.
- Mémoires de Jean de Fabas, premier vicomte de Castets-en-Dorthe publiés sur le manuscrit original, avec une préface et des notes, par H. Barckhausen, Bordeaux : impr. G. Gounouilhou, 1868.
- Essais : texte original de 1580 Montaigne, publié par R. Dezeimeris et H. Barckhausen, Paris : A. Aubry, 1873
- Lettres et vers de Voltaire adressés à M. de Belmont, directeur des spectacles de Bordeaux, publié par H. Barckhausen, Bordeaux : impr. de Gounouilhou, 1880.
- Livre des coutumes, Archives municipales de Bordeaux ; publié avec des variantes et des notes, par Henri Barckhausen, Bordeaux : impr. de G. Gounouilhou, 1890.
- Mélanges inédits de Montesquieu, Bordeaux : impr. de G. Gounouilhou, 1892.
- Voyages de Montesquieu, de Montesquieu, publ. par le baron Albert de Montesquieu ; préf. réd. par M. Henri Barckhausen, Bordeaux : G. Gounouilhou, 1894-1896.
- L'Histoire de Louis XI, par Montesquieu,  Bordeaux : impr. de G. Gounouilhou, (s. d.).
- Lettres persanes Montesquieu ; édition revue et annotée d'après les manuscrits du château de la Brède, avec un avant-propos et un index, par M. H. Barckhausen, Paris : Impr. nationale, 1897, Imprimé pour l'Exposition universelle de 1900